# Joseph Timchenko
Pour les articles homonymes, voir Timochenko.
 (octobre 2024).
Si vous disposez d'ouvrages ou d'articles de référence ou si vous connaissez des sites web de qualité traitant du thème abordé ici, merci de compléter l'article en donnant les références utiles à sa vérifiabilité et en les liant à la section « Notes et références ».
Joseph Andriyovych Tymchenko (1852-1924) est un inventeur et mécanicien ukraienne d'origine qui a entre autres inventé un type de caméra cinématographique argentique. 
En novembre 1893, pour la première fois de l'histoire, il projette un film sur l'appareil de son invention[C'est-à-dire ?]. L'appareil a été présenté en 1894 au Congrès des naturalistes, mais n'a pas été breveté. Il est reconnu comme le premier l'inventeur de l'appareil cinématographique argentique.[Information douteuse]

## Biographie
Joseph Tymchenko est né dans le village d'Okop, province de Kharkiv dans l'Empire russe, dans la famille d'un serf ukrainien. Il était étudiant dans les ateliers de mécanique d'Alexander Edelberg - un marchand de la 3ème guilde, opticien et mécanicien, fournisseur de l'Université impériale de Kharkiv.
En 1874, il se rend avec des amis à Odessa. Fascinés par les idées de Nikolaï Mikloukho-Maklaï, ils veulent partir en voyage en Océanie. Cependant, les amis sont rapidement revenus à Kharkiv, tandis que Tymchenko est resté à Odessa, où il est entré pour travailler dans la Société russe de la navigation et du commerce.
À partir de 1880, il travailla comme mécanicien à la faculté de physique et de mathématiques de l'université de Novorossiysk à Odessa. Avec un prêt de 15 000 roubles, il a construit un nouvel atelier dans la rue Preobrazhenska.
Il est mort à Odessa.

## Inventions
Joseph Tymchenko possède plusieurs brevets.
- En 1875 il met au point un appareil de contrôle des manomètres des chaudières à vapeur.
- La même année, il fabriqua une montre électrique, qui fut d'abord présentée au gouverneur, puis envoyée à Saint-Pétersbourg en cadeau à l'empereur. La montre a été perdue sur la route.
- Il a conçu un dispositif mécanique logiciel pour suivre le mouvement des corps célestes en orbite, qui a été utilisé à l'Observatoire d'Odessa.
- Développement d'instruments microchirurgicaux pour les opérations oculaires.
- Les inventions de Tymchenko comprennent des instruments météorologiques tels que le pluviographe, l'anémorumbographe et le baromètre à mercure d' écriture.
- En 1893 Tymchenko, en collaboration avec un professeur de l'Université de Moscou, le physicien N. A. Lyubimov, a développé un "escargot" - un mécanisme de saut qui permettait de changer de cadre par intermittence dans un stroboscope. Le même mécanisme a été utilisé dans le kinétoscope, conçu conjointement avec MF Freidenberg[1]. Le kinétoscope, utilisant une plaque photographique à disque, a été présenté pour la première fois en janvier 1894 au neuvième Congrès des naturalistes et médecins russes. Les films présentés - Le Cavalier cabré et Le Lanceur de lance - ont été tournés à l'hippodrome d'Odessa.
- Tymchenko a également participé au développement du central téléphonique automatique de Freudenberg.

Il a participé à des expositions panrusses et internationales à Paris, Petrograd, Odessa et Nizhny Novgorod, où il a reçu cinq médailles d'or et trois d'argent.

## Reconnaissance et récompenses
- 1882 : Médaille d'argent à la XVe exposition industrielle et artistique panrusse à Moscou;
- 1884 : Médaille d'or à l'Exposition agricole et industrielle d'Odessa;
- 1886 : Médaille d'or à l'Exposition bessarabienne de l'agriculture et de l'Industrie de Chisinau;
- 1889 : Médaille d'argent à l'Exposition universelle de Paris ;
- 1896 : Médaille d'or à la XVIe exposition industrielle et artistique panrusse de Nijni-Novgorod;
- 1900 : Commandeur de l'Ordre de Saint-Stanislas, 3e degré;
- 1900 : Médaille d'or à l'Exposition universelle de Paris ;
- 1902 : Médaille d'or et 1er prix à l'Exposition internationale de la pêche à Saint-Pétersbourg;
- 1910 : Médaille d'argent à l'exposition Art et Industrie d'Odessa.

## Commémoration

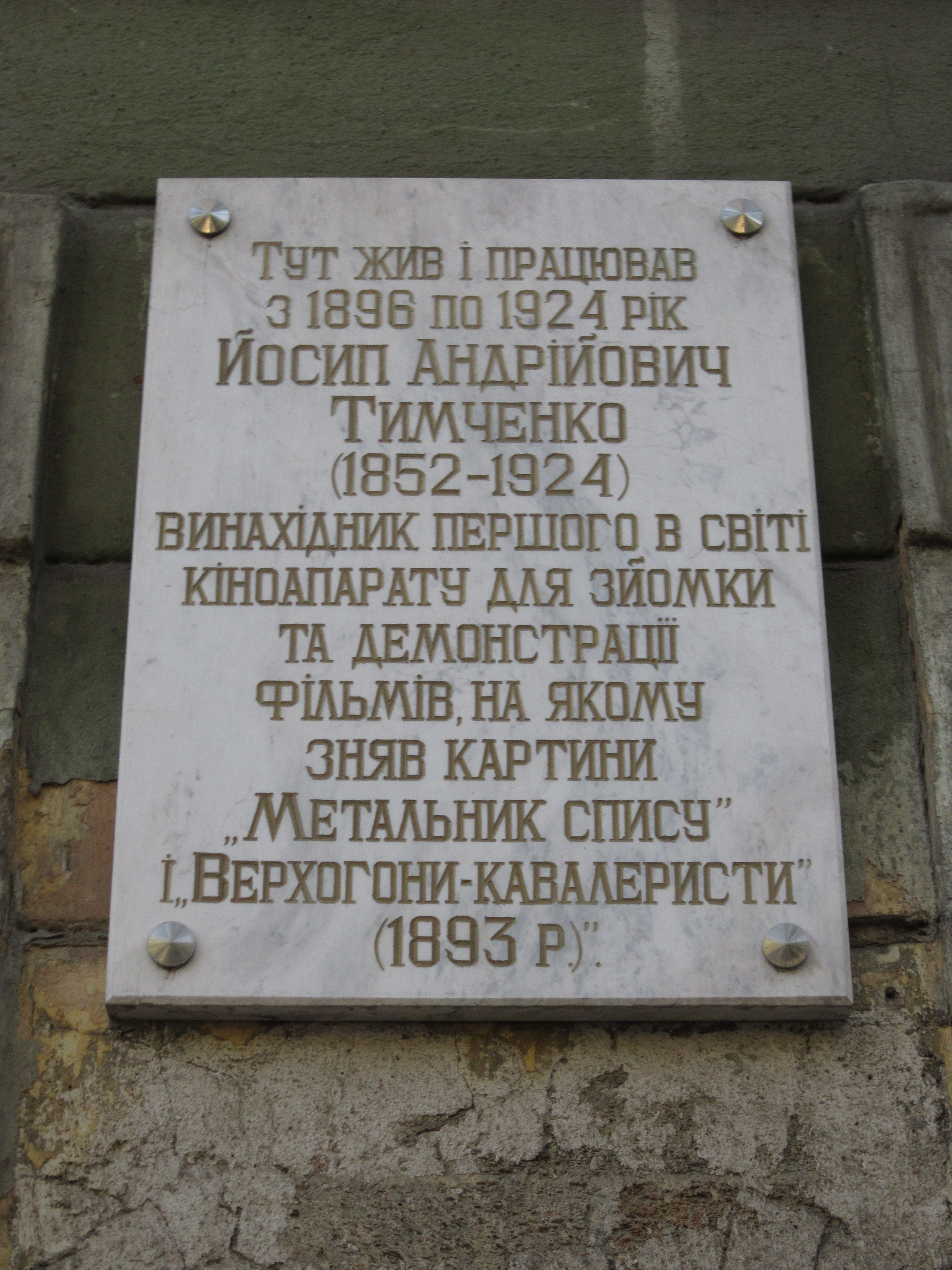
Mémorial de Tymchenko à Odessa

- À la demande de l'Union nationale des cinéastes d'Ukraine, sur ordre du maire d'Odessa, il a été décidé de perpétuer la mémoire de l'inventeur à Odessa. À cette fin, une plaque commémorative a été installée sur la façade de la maison numéro 24 de la rue Preobrazhenska, et il est également prévu d'ériger un monument à Tymchenko et à sa famille au deuxième cimetière chrétien.
- À Kharkiv, le 12 mai 2012, une plaque commémorative a été installée sur la façade de la maison n ° 10/12 sur Moskovsky Prospekt, où se trouvait auparavant un atelier mécanique dans lequel Tymchenko travaillait.
- Le 26 avril 2016, l'ancienne rue Kolkhozna à Odessa a été renommée rue Tymchenko[2].